# Poul Perris
Poul Lupo Perris, född 19 mars 1971, är en svensk musiker, läkare och legitimerad psykoterapeut. Som psykoterapeut har han bland annat medverkat i TV-programmet Par i terapi.
Poul Perris utbildade sig till läkare och hade påbörjat sin specialistutbildning inom psykiatri när han blev mer intresserad av psykologi och psykoterapi. Han har arbetat i flera år med relationssamtal och är ordförande i Svenska föreningen för kognitiva och beteendeinriktade terapier.  Hans föräldrar, psykologen och psykoterapeuten Hjördis Perris och psykiatriprofessorn Carlo Perris, startade familjeföretaget Svenska institutet för kognitiv psykoterapi där Poul Perris sedan 2005 och alltjämt (2025) är rektor. Även hans äldre syster Anna-Rosa Perris arbetar i företaget som barnpsykiatriker och psykoterapeut.
Hösten 2012 ledde han parterapier i SVT:s program Par i terapi. Inför riksdagsvalet i Sverige hösten 2014 ledde han programmet Nyfiken på partiledaren i Sveriges Television, där han samtalade med svenska riksdagspartiledare.
Poul Perris är utöver det sångare i rockbandet The Facer, som framför allt var aktivt på 1990-talet. Han uppmärksammades då för sitt utlevande scenspråk där han i ständigt bar överkropp klättrade på högtalare och hängde i ljusriggar. Han spelar även kaféinnehavare i långfilmen Eva & Adam – fyra födelsedagar och ett fiasko från 2001 och har en roll i kortfilmen 25-årsfesten från 2004.
Perris är gift och har två barn.